# Benvenuto Sella
Benvenuto Sella (né le 13 juillet 1914 à Biella, en Italie et mort le 15 novembre 1994 à Vienne (Isère) est un joueur franco-italien de rugby à XV de 1,71 m pour 101 kg, de profession garde-pêche (d'où son surnom La loutre).

## Biographie
Benvenuto Sella a occupé le poste de pilier gauche au CS Vienne avant la Seconde Guerre mondiale, de 1934 à 1938, ce avant de passer treiziste à son retour de captivité en Allemagne.
Il redeviendra quinziste au CS Vienne encore pour 4 saisons en première division après-guerre, jusqu'en 1949 (à 35 ans).
Son petit neveu Fabrice Sanna jouera au même poste que lui, pilier gauche, au club rugby amateur de Balagne, ainsi qu'au club de Bastia XV, Villeneuve les Béziers.
Revenu à Vienne il a été l’un des entraîneurs des jeunes rugbymen du CS Vienne jusqu’à plus de 60 ans.

## Palmarès
- Championnat de France de première division :
  - Champion (1) : 1937[3]
  - Demi-finaliste (2) : 1948[4] et 1949 (n'ayant pu jouer que pour les quarts de finale[5])